# Duna Records
Duna Records è una etichetta discografica californiana, chiamata in origine "El camino Records", fondata a metà anni '90 da Brant Bjork, ex batterista di Kyuss e Fu Manchu, nonché cantante e chitarrista del gruppo Brant Bjork and the Bros. 

## Storia
I dischi pubblicati finora sono alcune prove soliste dello stesso Brant Bjork ovvero Keep you cool (2003), Local Angel (2004), la riedizione di Jalamanta (1999), uscito in precedenza per la Man's Ruin, e Tres Dias (2007), due dischi a nome Brant Bjork and the Bros, Saved by magic (2005) e Somera Sol (2007), la riedizione di Brant Bjork & the Operators (2002) e il gruppo Che, con Alfredo Hernandez alla batteria e Dave Dinsmore al basso.
Altri artisti pubblicati dalla Duna Records sono John McBain, ex chitarrista dei Moster Magnet, degli Hater e dei Wellwater Conspiracy con l'album del 2006, In flight Feature e le due prove dei Vic du Monte's Persona non grata di Chris Cockrell: l'omonimo Vic du Monte's Persona non grata e Prey for the City (quest'ultimo uscito a nome Vic du Monte's Idiot Prayer).
L'etichetta è sparita dalle scene a fine 2007, sostituita da una nuova creazione di Brant Bjork, la Low Desert Punk. Stando al sito ufficiale , quest'etichetta ripubblicherà, sia in cd che in vinile, i dischi della El Camino Records e della Duna Records.